# Ист, Хлоя
Хлоя Моне Ист Прекорт (англ. Chloe Monet East Precourt; род. 16 февраля 2001, Сан-Клементе, Калифорния) — американская актриса. Она начала свою карьеру в детском возрасте, появившись в двух эпизодах телесериала 2013 года «Настоящая кровь». Она снялась в первом сезоне «Льда» (2016–2017) и в драматическом телесериале «Поколение» (2021). Она также снялась в полуавтобиографическом фильме Стивена Спилберга «Фабельманы» (2022) и в фильме ужасов «Еретик» (2024).

## Ранние годы
Ист родилась в 2001 году в Сан-Клементе, штат Калифорния. У неё два брата. Она начала танцевать в возрасте двух лет, и завоевала множество наград как танцовщица. Ист выросла в Церкви Иисуса Христа Святых последних дней, но в настоящее время она не является практикующим членом.

## Карьера
Ист начала работать моделью в возрасте 9 лет, а в 11 лет она начала сниматься в телесериале HBO «Настоящая кровь». У неё также была периодическая роль Вэл в телесериале Disney Channel «Лив и Мэдди». В 2016 году Ист получила роль Уиллоу Пирс в первом сезоне драматического телесериала «Лёд».
В марте 2017 года Ист получила роль Риз, племянницы Кевина, в драматическом телесериале ABC «Кевин спасёт мир. Если получится», который транслировался с 2017 по 2018 года. В середине 2018 года она получила роль в танцевальном фильме «Новый уровень», который вышел в прокат в 2019 году. В 2020 году она появилась в роли Дженны в фильме «Оборотень». В 2021 году Ист получила роль в драматическом фильме Стивена Спилберга «Фабельманы», который вышел в прокат в 2022 году. Её персонаж, Моника Шервуд, которая становится девушкой главного героя Сэмми Фабельмана (Гэбриел Лабелль) во второй половине фильма, была создана для фильма как вымышленная школьная подружка Спилберга. В сентябре 2022 года Ист завершила съёмки в семейном комедийном фильме «Формула популярности».
В 2024 году она снялась в фильме ужасов «Еретик» вместе с Хью Грантом и Софией Тэтчер. Она и Тэтчер играют миссионеров-мормонов, которые входят в дом персонажа Гранта, который заставляет их усомниться в своей вере и терроризирует их. Ист и Тэтчер были воспитаны мормонами, что, по словам сорежиссера фильма Скотта Бека, придало их ролям достоверность.

## Личная жизнь
Ист вышла замуж за Итана Прекурта в октябре 2021 года.

## Фильмография
| Год       |     | Русское название                          | Оригинальное название            | Роль                  |
| --------- | --- | ----------------------------------------- | -------------------------------- | --------------------- |
| 2013      | ф   | Вне досягаемости                          | Out of Reach                     | Энджи                 |
| 2013      | с   | Настоящая кровь                           | True Blood                       | 11-летняя девочка-фея |
| 2016      | ф   | Особый список Джессики Дарлинг            | Jessica Darling's It List        | Джессика Дарлинг      |
| 2016      | с   | Сладких снов                              | Sleep Tight                      | Селия                 |
| 2016—2017 | с   | Лед                                       | Ice                              | Уиллоу Грин           |
| 2016—2017 | с   | Лив и Мэдди                               | Liv and Maddie                   | Вэл Уишарт            |
| 2017—2018 | с   | Кевин спасёт мир. Если получится          | Kevin (Probably) Saves the World | Риз Кабрера           |
| 2019      | ф   | Следующий уровень                         | Next Level                       | Люси Риццо            |
| 2020      | ф   | Оборотень                                 | The Wolf of Snow Hollow          | Дженна Маршалл        |
| 2021      | с   | Поколение                                 | Generation                       | Наоми                 |
| 2022      | ф   | Фабельманы                                | The Fabelmans                    | Моника Шервуд         |
| 2023      | ф   | Формула популярности                      | Popular Theory                   | Ари Пейдж             |
| 2024      | ф   | Еретик                                    | Heretic                          | сестра Пакстон        |
| 2024      | ф   | Зона загара                               | Tanning Zone                     | Лекс                  |
| 2024      | с   | За красивым фасадом                       | No Good Deed                     | Эмили Морган          |
| 2024      | кор | Незваный гость                            | Interloper                       | Женевьева             |
| 2025      | ф   | Большое, отважное, прекрасное путешествие | A Big Bold Beautiful Journey     |                       |
| 2025      | ф   | Атропия                                   | Atropia                          |                       |
| 2025      | ф   | Охотники за головами                      | Headhunters                      |                       |
|           | кор | Обезболивающее                            | Painkiller                       | Клара                 |
|           | ф   | Поход                                     | Going Places                     | Кора                  |
|           | ф   | У моря                                    | At the Sea                       |                       |